# Lactophrys triqueter
Lactophrys triqueter és una espècie de peix de la família dels ostràcids i de l'ordre dels tetraodontiformes.

## Morfologia
- Els mascles poden assolir 47 cm de longitud total.[2][3]

## Alimentació
Menja una àmplia varietat de petits invertebrats del fons marí, com ara mol·luscs, crustacis, cucs, tunicats i esponges de mar, els quals atrapa mitjançant rajos d'aigua que expulsa per la boca.

## Depredadors
És depredat per la llampuga (Coryphaena hippurus) i Rachycentron canadum.

## Hàbitat
És un peix marí, de clima subtropical i associat als esculls de corall que viu fins als 50 m de fondària.

## Distribució geogràfica
Es troba a l'Atlàntic occidental: des del Canadà i Massachusetts (Estats Units) fins al Brasil, incloent-hi Bermuda, el Golf de Mèxic i el Carib.

## Ús comercial
Es comercialitza fresc a nivell local.

## Observacions
- Les seues toxines poden matar altres peixos.[8]
- N'hi ha informes d'enverinament per ciguatera.[9]